# 12.º governo da Monarquia Constitucional
O 12.º governo da Monarquia Constitucional, ou 7.º governo do Setembrismo, último governo deste período, nomeado a 9 de junho de 1841 e exonerado a 7 de fevereiro de 1842, foi presidido por Joaquim António de Aguiar, se bem que o cargo de presidente do Conselho de Ministros ainda não estava juridicamente definido.
A sua constituição era a seguinte:
| Cargo                                                                   | Detentor | Detentor                                         | Período                                        |
| ----------------------------------------------------------------------- | -------- | ------------------------------------------------ | ---------------------------------------------- |
| Presidente do Conselho de Ministros                                     |          | Joaquim António de Aguiar (1792–1874)            | 9 de junho de 1841 a 7 de fevereiro de 1842    |
| Ministro e Secretário de Estado dos Negócios do Reino                   |          | Joaquim António de Aguiar (1792–1874)            | 9 de junho de 1841 a 7 de fevereiro de 1842    |
| Ministro e Secretário de Estado dos Negócios Eclesiásticos e de Justiça |          | António Bernardo da Costa Cabral (1803–1889)     | 9 de junho de 1841 a 26 de janeiro de 1842     |
| Ministro e Secretário de Estado dos Negócios Eclesiásticos e de Justiça |          | Joaquim António de Aguiar (interino) (1792–1874) | 12 de janeiro de 1842 a 7 de fevereiro de 1842 |
| Ministro e Secretário de Estado dos Negócios da Fazenda                 |          | António José de Ávila (1807–1881)                | 9 de junho de 1841 a 7 de fevereiro de 1842    |
| Ministro e Secretário de Estado dos Negócios da Guerra                  |          | Conde de Vila Real (1815–1858)                   | 9 de junho de 1841 a 7 de fevereiro de 1842    |
| Ministro e Secretário de Estado dos Negócios da Marinha e Ultramar      |          | José Ferreira Pestana (1795–1885)                | 9 de junho de 1841 a 7 de fevereiro de 1842    |
| Ministro e Secretário de Estado dos Negócios Estrangeiros               |          | Rodrigo da Fonseca (1787–1858)                   | 9 de junho de 1841 a 7 de fevereiro de 1842    |